# Lijst van fictieve rokers
Dit is een lijst van fictieve rokers, dat wil zeggen personages in stripverhalen, films, computerspellen, toneelstukken etc. die duidelijk herkenbaar zijn als gebruiker van tabak doordat zij een sigaret, sigaar of pijp roken.
- Albert the Alligator - Sigarenrokende alligator in de stripreeks Pogo.
- Allan Thompson - Booswicht uit De avonturen van Kuifje. Rookt sigaretten.
- Axel Zaneck - Sinister personage in de televisieserie Q & Q. Zijn onverwachte verschijningen, waarbij hij zwijgend een Egyptische sigaret rookt, behoren tot de spanningverhogende elementen in de serie. Mede door zijn rookgewoontes loopt hij uiteindelijk tegen de lamp.
- Baby Herman in Who Framed Roger Rabbit
- Basil en Sybil Fawlty - uit de Engelse sitcom Fawlty Towers.
- Bender - Sigarenrokende robot uit de televisieserie Futurama.
- Big Boss, ook wel Naked Snake genoemd - Hoofdpersoon uit de computerspelserie Metal Gear. Rookt altijd sigaren op een missie.
- Bilbo Balings - de hoofdpersonen uit het boek De Hobbit van J.R.R. Tolkien.
- Boris Boef - De nemesis van Mickey Mouse, rookt vaak sigaar.
- Boss Hogg - Slechterik uit de Amerikaanse televisieserie The Dukes of Hazzard, rookt sigaren.
- Bul Super - Rookt sigaren.
- Carmen - Sigarenmaakster uit de gelijknamige novelle van Prosper Mérimée waarop Georges Bizet de opera Carmen baseerde. Volgens Bizets regie-aanwijzingen komen de sigarenmaaksters in het eerste bedrijf rokend het toneel op. In het lied dat ze vervolgens zingen blijkt de liefde even vluchtig als sigarenrook.
- Carmen Waterslaeghers - Personage uit F.C. De Kampioenen. Rookt sigaartjes.
- César, de pijprokende vader van Urbanus in de strip Urbanus.
- Cowboy Henk - Stripfiguur die soms pijp rookt.
- Cyril - Personage uit De Wasbeertjes. Rookt sigaartjes.
- De boevenbaas -  Slechterik uit Bassie en Adriaan, rookte zijn sigaren niet, maar brak ze enkel doormidden.
- De Dragon Lady - Slechterik uit de stripreeks Terry and the Pirates. Rookt met behulp van een sigarettenpijpje.
- De rups uit de roman Alice in Wonderland van Lewis Carroll - Rookt waterpijp .
- De sigarettenrokende man - E.G.C. Spender uit de sciencefictiontelevisieserie The X-Files is een kettingroker van Morleysigaretten.  Wordt daarom in de serie ook bijgenaamd 'cancer man', kankerman. Bijna altijd omgeven door rook.
- Detective Van Zwam - Detective uit de stripreeks Nero. Rookt af en toe sigaren.
- Duc de Richleau en zijn vrienden Simon Aaron, Rex Van Ryn en Richard Eaton - te zien in vele romans van Dennis Wheatley, gingen een keer zelfs zover dat ze hun laatste momenten van vrijheid vóór gevangenschap gebruikten om hun laatste Hoyo de Monterreysigaren op te roken.
- Fritz the Cat - Stripfiguur die graag marihuana rookt.
- Gandalf - een van de hoofdpersonen uit de boeken De Hobbit en In de Ban van de Ring van J.R.R. Tolkien.
- Generaal Alcazar - Sigarenrokende president uit de stripreeks De avonturen van Kuifje.
- Goofy - In de tekenfilms waarin hij o.a. rol van gestreste verslaggever speelt, is hij een zware roker.
- Haagse Harry - Stripfiguur die sigaretten rookt.
- Hannibal Smith - leider van het A-Team. Zelfs tijdens gevechten rookt Hannibal de sigaren die Face hem moet verschaffen.
- Hercule Poirot - Belgische detective van Agatha Christie
- Inspecteur Columbo - de detective gespeeld door Peter Falk met vrijwel de hele aflevering een sigarenstompje tussen de lippen of in de hand.
- Inspecteur Maigret - Franse detective van Georges Simenon, vaak inspiratie puttend uit het roken van zijn pijp.
- Ir. E. Oosting - "Hoofdbreker", typetje van Kees van Kooten. Rookt pijp.
- James Bond - Hij laat zijn sigaretten speciaal maken door een winkel in Londen, op basis van een door hem geselecteerde blend van tabaksoorten. James Bond rookt echter vooral in de eerdere films, uit de jaren zestig en zeventig. De laatste film waarin James bond rookt, is in Die Another Day.
- Joe Carioca - Sigarenrokende antropomorfe papegaai uit De Drie Caballeros
- Kapitein Haddock - Personage uit de stripreeks De avonturen van Kuifje. Hij is kapitein op de grote vaart en metgezel van Kuifje. In de avonturen rookt hij dikwijls een pijpje.
- Kitty Forman - Moeder uit That '70s Show die regelmatig sigaretten rookt in de serie.
- Krusty the Clown - Kettingrokende tv-clown in The Simpsons
- Lady X. - Slechterik uit de strip Buck Danny. Rookt vanuit een sigarettenpijpje.
- Lambik - In de albums De geverniste zeerovers en De zwarte zwaan zien we hem sigaren roken.
- Lucky Luke - Cowboy uit de gelijknamige Belgische stripreeks die constant een peuk op zijn lip balanceert, als parodie op de overvloedige sigarettenconsumptie in westerns. Hij stopte in 1983, en ging later slechts eenmaal weer in de fout, waarna hij direct door zijn 'aanstaande' werd teruggefloten. In 1988 is de auteur, Morris, geprezen door de Wereldgezondheidsorganisatie voor het vervangen van de sigaret door een strohalm.
- Linke Loetje (in het Engels Andy Capp geheten)  - Stripfiguur van Reg Smythe. Hij draagt altijd een pet over zijn ogen en er hangt altijd een sigaret aan zijn onderlip, ook als hij zwemt of slaapt.
- M - De pijprokende baas van James Bond.
- Ma Flodder - Mater familias van de familie Flodder. Rookt sigaren.
- Madam Pheip - Personage uit de stripreeks Nero, die zoals haar naam doet vermoeden pijp rookt.
- Malle Pietje - Antiquair en vriend van Swiebertje. Was volgens Swiebertje gek op "sigaartj'ns". Uit de televisieserie Swiebertje.
- Momfer de Mol - Mol en voormalig mijnwerker in de televisieserie De Fabeltjeskrant. Heeft last van stoflongen, maar blijft dol op sigaartjes.
- Monsieur Hulot - Pijprokende creatie van Jacques Tati die zich in diverse films met kinderlijke naïviteit beweegt door een ingewikkeld geworden wereld.
- Nelson Muntz - Pestkop uit The Simpsons. Rookt geregeld sigaretten.
- Nero - Stripfiguur die geregeld sigaar rookt, meestal wanneer hij steenrijk is geworden.
- Nick Fury - Stripsuperheld die sigaren rookt.  Leider van een elitelegereenheid in de Tweede Wereldoorlog, verscheen in Marvel Comics.
- Olivier B. Bommel - Rookt pijp.
- Patsy Stone - Absolutely Fabulous. Kettingrokende vrouw die 's avonds reeds op voorhand een sigaret in haar mond steekt zodat ze 's ochtends meteen kan beginnen.
- Patty en Selma Bouvier - Marge Simpsons kettingrokende zussen in de Amerikaanse tekenfilmserie The Simpsons.
- Piet Peuk - Stripfiguur van Ever Meulen die altijd een sigaret tussen de lippen heeft.
- Piet Pienter - Stripfiguur uit Piet Pienter en Bert Bibber die pijp rookt.
- Pieter Van In - Hoofdinspecteur in de verhalen van Aspe. Zijn handelsmerk zijn sigaretten en Duvel.
- Popeye - Zeeman uit gelijknamige Amerikaanse tekenfilmserie, die een maïskolfpijp rookt.
- Rachael - Welgevormde replicant uit de film Blade Runner, gespeeld door actrice Sean Young. Rachael rookt en weet zo de Voight-Kampff-test te doorstaan die moet bewijzen of ze mens of robot is.
- Raymond Van Mechelen - Sigarettenrokende vrouwenhandelaar uit de serie Matroesjka's
- Roberto Rastapopoulos - Slechterik  uit De avonturen van Kuifje. Rookt sigaar.
- Roger - Buitenaards wezen uit de animatieserie American Dad!, rookt sigaretten.
- Sanji - Uit de Japanse animeserie One Piece, een kettingrokende kok die zelfs tijdens zijn gevechten nog sigaretten opsteekt.
- Sherlock Holmes - Detective uit de verhalen van Arthur Conan Doyle, vaak iconisch pijprokend afgebeeld als hij niet aan het vioolspelen is. Zijn vriend Dr. Watson rookt sigaretten en een weggeworpen peuk is voor Holmes voldoende om te zien dat Watson in de buurt is.
- Solid Snake - Hoofdpersoon uit de computerspelserie Metal Gear, altijd een pakje sigaretten bij zich dragend. Snake gaat door met roken, ondanks waarschuwingen van de andere figuren. Hij kan met de rook van zijn sigaretten lasersensors zichtbaar maken.
- Stubbs the Zombie - Leidend figuur van het gelijknamige computerspel, doet het hele spel met één brandende sigaret
- The Smokers (De rokers) - Waterworld. Elk van deze piraten is een roker waarvoor sigaretten  een begerenswaardige schat zijn. The Deacon (de diaken) - hun leider - gebruikt de distributie van sigaretten om zijn machtsbasis veilig te stellen.
- Victor Sullivan uit de Uncharted-videospellen rookt vaak een sigaar.
- Wolverine uit The X-Men stripreeks, videospellen en films rookt regelmatig een sigaar.
- Zeno Cosini - Hoofdpersoon uit Bekentenissen van Zeno van Italo Svevo. Zijn pogingen om te stoppen met roken nemen een groot deel van het boek in beslag.